# Josh Norman
Pour les articles homonymes, voir Norman.
(en) Statistiques sur pro-football-reference
Josh Norman, né le 15 décembre 1987 à Greenwood en Caroline du Sud, est un joueur américain de football américain. Il évolue à la position de cornerback dans la National Football League (NFL). 

## Biographie

### Carrière universitaire
Étudiant à l'Université de Coastal Carolina, il a joué pour l'équipe des Chanteicleers de 2008 à 2011. 

### Carrière professionnelle
Il est sélectionné par les Panthers de la Caroline au cinquième tour, comme 143e joueur choisi, lors de la draft 2012 de la NFL. À sa première saison professionnelle, il est nommé titulaire, aux côtés de Chris Gamble.
Durant la saison 2015, il récolte les honneurs et devient un des meilleurs cornerbacks de la ligue, en plus d'aider les Panthers à se rendre jusqu'au Super Bowl 50, qui se conclut par une défaite aux mains des Broncos de Denver. Il a terminé la saison régulière avec 56 plaquages, 18 passes déviées, 4 interceptions, dont 2 retournées pour un touchdown, et 3 fumbles forcés. Il est sélectionné au Pro Bowl en plus de figurer dans la première équipe All-Pro.
À la suite de ces performances, les Panthers lui posent un franchise tag (en) pour la saison 2016. N'ayant pu trouver une entente à long terme avec Norman, l'équipe lui retire le tag le 20 avril 2016 et il devient agent libre. Deux jours plus tard, il signe pour 5 ans et 75 millions de dollars avec les Redskins de Washington, et devient le cornerback le mieux payé de la ligue.
Le 14 février 2020, les Redskins décident de libérer Norman.
Le 9 mars 2020, les Bills de Buffalo lui font signer un contrat d'un an d'une valeur de 6 millions de dollars.